# Pollyana (telenovela)
Pollyana é uma telenovela brasileira produzida e exibida pela Rede Tupi, entre 9 de outubro de 1956 e 17 de janeiro de 1957, em 60 capítulos, substituindo O Volante Fantasma e sendo substituída por Robin Hood. Foi a segunda versão do livro após a adaptação de 1954, que foi a primeira telenovela infantojuvenil produzida no Brasil, alçada pelo sucesso de seriados voltado às crianças produzidos anteriormente como Sítio do Picapau Amarelo. A novela foi baseada no livro Pollyanna, publicado pela escritora estadunidense Eleanor H. Porter em 1913 e que já havia rendido algumas adaptações para o cinema. 
Por ser exibida ao vivo, uma vez que ainda não existia um método de gravação na época, Pollyana era exibida apenas às terças e quintas-feiras. A versão teve autoria de Tatiana Belinky e direção de Júlio Gouveia. Contou com Verinha Darcy, Wilma Camargo, Amandio Silve Filho e Lúcia Lambertini nos papéis principais.
Pollyana foi a primeira telenovela a ter uma sequência, Pollyana Moça, baseada no livro Pollyanna Grows Up. 
Em 2018, o SBT fez uma terceira adaptação brasileira da obra, escrita por Íris Abravanel com o título As Aventuras de Poliana, ganhando uma continuação chamada Poliana Moça, que foi exibida de 21 de março de 2022 a 24 de maio de 2023.

## Enredo
A história se passa no interior da Inglaterra. Pollyana é uma menina de onze anos doce e gentil, cujo pai, um missionário humilde, acaba falecendo e ela se vê obrigada a se mudar para Beldingsville, onde vai morar com sua tia Polly, uma mulher rica e severa, a qual ela não conhecia e que não queria cuidar dela, embora sinta que é sua obrigação pela alma de sua irmã – falecida no parto da garota. Apesar das maldades cometidas por Polly, como aprisiona-la no sótão por descumprir as regras, Pollyana encontra em Nancy, a empregada da casa, uma verdadeira amizade. Aos poucos a garota vai conhecendo seus vizinhos, como a melancólica senhora Snow, que vive trancada em casa com suas cortinas fechadas após a morte do marido, o órfão Jimmy, que vive nas ruas, e o senhor Pendlenton, o homem mais rico da cidade, que é infeliz por nunca ter tido filhos.
Pollyana passa a ensinar para as pessoas o "jogo do contente", que seu pai lhe pregava durante as dificuldades da vida, que consistia em pensar positivo e extrair sempre o lado bom das situações, mesmo das mais desagradáveis, como ela ter ficado órfã. Todo otimismo da garota é posto em prova quando ela é atropelada e perde o movimento das pernas, ficando nas mãos dos médicos Dr. Hantom e Dr. Chilton a tentativa de lhe fazer voltar a andar. É nesta fase da história que os ensinamentos de Pollyana florescem e a vizinhança faz todo o possível para que ela entenda o quanto mudou suas vidas e que lhe ajudarão a melhorar.

## Elenco
| Ator/Atriz          | Personagem         |
| ------------------- | ------------------ |
| Verinha Darcy       | Pollyanna Whittier |
| Wilma Camargo       | Polly Harrigton    |
| Amandio Silva Filho | Dr. Tom Chilton    |
| John Herbert        | John Pendlenton    |
| Lúcia Lambertini    | Nancy              |
| David José          | Jimmy Bean         |
| Suzy Arruda         | Maria Snow         |
| Beatriz Segall      | Mirtes Snow        |
| Hernê Lebon         | Dr. Robert Hantom  |
| Dulce Margarida     | Lisa               |

## Produção
Em 1956, Tatiana Belinky notou o crescimento substancial de público da adaptação televisiva de Sítio do Picapau Amarelo, na qual ela era autora, e propôs para a Rede Tupi a produção de uma nova versão do clássico conto Pollyanna, publicado pela escritora estadunidense Eleanor H. Porter em 1913. A trama ficou no ar entre 9 de outubro de 1956 e 17 de janeiro de 1957, trazendo parte do elenco do Sítio, que se revezava na gravação dos dois projetos, incluindo Lúcia Lambertini, Hernê Lebon, Suzy Arruda e David José. Na época ainda não existia um método de gravação de videoteipe, sendo que a novela era transmitida ao vivo e apenas duas vezes por semana, todas as terças e quintas-feiras a partir das 19:30. Em pouco tempo, a trama se tornou o produto de maior repercussão da emissora. Wilma Bentivegna cantava o tema de abertura, a faixa-título "Pollyana".